# Konjodor
Konjodor – wieś w Bośni i Hercegowinie, w Federacji Bośni i Hercegowiny, w kantonie uńsko-sańskim, w gminie Bužim. W 2013 roku liczyła 2085 mieszkańców, z czego większość stanowili Boszniacy.